# Платформа за жизнь и мир
Платформа за жизнь и мир (укр. Платформа за життя та мир) — депутатская группа в Верховной раде Украины.
Основана 21 апреля 2022 года бывшими членами пророссийской политической партии «Оппозиционная платформа — За жизнь», которая была запрещена 19 марта 2022 года решением Владимира Зеленского и СНБО. Парламентская группа поддерживает действия правительства и президента Украины. 19 января 2025 года прекратила существование после наложения санкций против Юрия Бойко.

## История
После событий Евромайдана, «Партия регионов» де-факто перестала существовать, большая часть её бывших членов основали «Оппозиционный блок».
На парламентских выборах 2014 года «Оппозиционный блок» занял 4-е место, набрав 9,43% голосов и получив 31 мандатов в Верховной раде Украины VIII созыва.
В ноябре 2018 года «За жизнь» и «Оппозиционный блок» объединились в «Оппозиционную платформу — За жизнь», однако возникшие разногласия на почве данного межпартийного объединения привели к расколу в рядах «Оппозиционного блока» и выходу из партии «За жизнь» Евгения Мураева, который создал свою собственную политическую силу «Наши».
На президентских выборах 2019 года кандидат от «ОПЗЖ» Юрий Бойко занял 4-е место, получив поддержку 11,67 % избирателей (2 206 216 голосов).
На выборах в парламент 2019 года «Оппозиционная платформа — За жизнь» получила поддержку 13,05 % (1 908 087 голосов) по партспискам, также прошли 6 кандидатов по мажоритарным округам. Таким образом, в Верховной раде Украины IX созыва партия получила 44 места.
После начала вторжения России на Украину «ОПЗЖ» заняла проукраинскую позицию, хотя среди членов партии был распространён коллаборационизм.
19 марта 2022 года в связи с решением РНБО деятельность пророссийских партий, включая «ОПЗЖ», была приостановлена, а в июне запрещена решением суда. 14 апреля была приостановлена деятельность фракции «ОПЗЖ» в Верховной Раде. 21 апреля бывшие члены «ОПЗЖ» (25 человек) создали депутатскую группу «Платформа за жизнь и мир», её лидером стал бывший сопредседатель «ОПЗЖ» Юрий Бойко.
17 июля 2022 года «ОПЗЖ» подала апелляцию на свой запрет.

## Идеология
До своего запрета «ОПЗЖ» была пророссийской партией и придерживалась идей социал-демократии.
Неизвестно, изменились ли внутриполитические взгляды бывших членов ОПЗЖ, после начала вторжения, так как «ПЗЖМ» поддерживает все инициативы власти, однако внешнеполитические взгляды изменились кардинально. «ПЗЖМ» отказалась от евроскептицизма, ныне выступая за европейскую интеграцию Украины и вступление Украины в НАТО.